# بني عطا
بَنُو عَطَاٍ قَبِيلَةٌ عَرَبِيَّةٌ خَنْدَفِيَّةٌ مُضَرِيَّةٌ عَدَنَانِيَّةٌ كَرِيمَةٌ النَّسَبِ عَرِيقَةٌ فِي الْأَصْلِ مِنْ قَبَائِلِ شِمَالِ شَبَهِ الْجَزِيرَةِ الْعَرَبِيَّةِ فِي التَّارِيخِ وَالْعَصْرِ الْجَاهِلِيِّ وَصَدْرِ الْإِسْلَامِ وَالَّتِي كَانَتْ تَسْكُنُ مِنَ السُّعُودِيَّةِ حَتَّى فِلَسْطِينَ وَيُقَالُ لِبَنِي عَطَاٍ الْعَطَوَاتِ وَلِمُفْرَدِهِمْ عَطْوِيٌّ.

هناك عدة أقوال حول نسب قبيلة بني عطا:
1. من العوازم في السعودية.
2. من بني عطيّة في معان وتبوك.
3. من بني مطير.
4. من بني مهدي.

ويقال إن غالبية أفراد القبيلة ينتمون إلى العوازم.
تتوزع ديار بني عطا في عدة مناطق، ويُعتبر الأردن من أبرز الأماكن التي يقطنها أبناء القبيلة، حيث يتواجدون في مناطق الهاشمية في عجلون (فاره سابقًا)، إربد، ومعان. كما يتواجدون في تبوك بالسعودية والكويت.
تعد بني عطا واحدة من أعرق القبائل العربية البدويّة، ولها تاريخ طويل في شبه الجزيرة العربية. من أبرز محطاتها:
- المعارك الهامة: شاركوا في معركة ضد بني صخر والحويطات وحققوا انتصارات. كما هاجموا قوافل الدولة العثمانية مما جعل العثمانيين يوقعون اتفاقات سنوية لضمان سلامة قوافلهم.
- شيوخ الجبل: قاموا بالرعي في جبال عجلون وارتبطوا بالبيئة البدوية.
- المشاركة في الحروب: شاركوا في معركة الكرامة عام 1968 إلى جانب الجيش الأردني ومنظمات فلسطينية ضد إسرائيل. كما شاركوا في أحداث أيلول الأسود عام 1970
- معركة نقير (العوازم بني عطا)
- الرمز: رمزهم 906

بني عطا هي من أعرق القبائل العربية البدويه في شبه الجزيرة العربية واكبرها، وتمتلك تاريخًا عريقًا ومكانة بارزة تمتد جذورها إلى بعض الصحابة، كما تنتمي إلى قبائل الحجاز وتبوك ونجد. تُعتبر من أكبر القبائل في الكويت، ومن أبرز القبائل في المملكة العربية السعودية، وخصوصًا في منطقة تبوك، حيث يُطلق عليها أسماء عدة منها "بني عطا العوازم"، و"بني عطا مطير"، و"بني عطيّة".كما تحتل القبيلة مكانة هامة في الأردن، حيث تعد من أكبر وأقوى القبائل وأكثرها نفوذًا، وتتواجد بشكل رئيسي في مناطق معان وعجلون وتحديدا فارة (المعروفة حديثًا بالهاشمية). تتميز القبيلة بتاريخ حافل بالأحداث، ومنها مشاركتها في غزوة ضد بني صخر والحويطات وانتصارهم في المعركه إلى جانب المجالي. ويُعدّ أبناء بني عطا من أبناء عموم قبيلة عنزة.وقد اشتهرت القبيلة أيضًا بهجماتها على قوافل الدولة العثمانية، مما اضطر الدولة العثمانيه إلى توقيع اتفاقات سنوية معها لتفادي الهجوم، تقضي بدفع مبالغ مالية لضمان سلامة القوافل. كما ذهب بعض أفرادها للرعي في جبال عجلون، حيث عُرفوا بـ"شيوخ الجبل"، مع احتفاظهم بأصولهم البدوية.أسهم العديد من أبناء بني عطا في مناصب وزارية وعسكرية بارزه في الأردن, وشاركوا في القوات المسلحه الاردنيه, بما في ذلك سلاح الجو. كما شاركوا في معارك وحروب بارزه, مثل معركه الكرامه التي قادها الملك حسين بن طلال رحمه الله, الى جانب عشائر أخرى ومنظمه التحرير الفلسطينيه. وقدموا شهداء في هاذه المعركه التي وقعت في 21 مارس 1986, وكذلك في احداث ايلول الاسود عندما عمل وصفي التل من جثثهم سماد في اراضي عجلون بعد ان حاولوا الانقلاب على النظام وخيانه الجيش بالتجسس عليهم والافصاح بجميع المعلومات لجهات خارجيه بمحاولتهم لتخريب الأردن. تمثل بني عطا نمذجا في تاريخ العرب يعكس نفوذ وتاريخ عريق مشرف ل بني عطا.

### أهم الكتب التي تناولت بني عطا:
1. "تاريخ الرسل والملوك" - الطبري
  - من أقدم الكتب التاريخية التي تناولت تاريخ القبائل العربية في العصور الجاهلية والإسلامية، بما في ذلك بني عطا.
2. "مقدمة ابن خلدون" - ابن خلدون
  - يدرس تاريخ القبائل العربية وتطورها في الجزيرة العربية، مع إشارات إلى بني عطا في إطار دراسته للقبائل.
3. "المفصل في تاريخ العرب قبل الإسلام" - جواد علي
  - مرجع شامل حول تاريخ العرب قبل الإسلام، ويتناول قبيلة بني عطا ضمن دراسته للقبائل العربية.
4. "الأنساب العربية" - محمد بن حمدان
  - دراسة أنساب القبائل العربية التي تطرقت إلى بني عطا باعتبارهم من القبائل البدوية الكبرى في المنطقة.
5. "القبائل العربية في الجزيرة العربية" - الهيئة العامة للسياحة والتراث الوطني (السعودية)
  - تقرير أكاديمي يتناول تاريخ بني عطا وأماكن انتشارهم في الجزيرة العربية.